# Горња Бресница
Горња Бресница је насељено место града Прокупља у Топличком округу. Према попису из 2022. било је 125 становника (према попису из 1991. било је 201 становника).
Г. 1938. извештено је о проналаску златног зрневља у наносу Бресничке реке.

## Демографија
У насељу Горња Бресница живи 142 пунолетна становника, а просечна старост становништва износи 47,0 година (41,6 код мушкараца и 51,8 код жена). У насељу има 65 домаћинстава, а просечан број чланова по домаћинству је 2,60.
Ово насеље је великим делом насељено Србима (према попису из 2002. године), а у последња три пописа, примећен је пад у броју становника.
|  |

| Демографија | Демографија | Демографија |
| Година      | Становника  | Становника  |
| ----------- | ----------- | ----------- |
| 1948.       | 323         |             |
| 1953.       | 424         |             |
| 1961.       | 368         |             |
| 1971.       | 318         |             |
| 1981.       | 248         |             |
| 1991.       | 201         | 201         |
| 2002.       | 169         | 169         |

| Етнички састав према попису из 2002.‍ | Етнички састав према попису из 2002.‍ | Етнички састав према попису из 2002.‍ | Етнички састав према попису из 2002.‍ | Етнички састав према попису из 2002.‍ |
| ------------------------------------ | ------------------------------------ | ------------------------------------ | ------------------------------------ | ------------------------------------ |
|                                      |                                      |                                      |                                      |                                      |
| Срби                                 | Срби                                 |                                      | 163                                  | 96,44%                               |
| Роми                                 | Роми                                 |                                      | 1                                    | 0,59%                                |
| непознато                            | непознато                            |                                      | 5                                    | 2,95%                                |

| Година пописа     | 1948. | 1953. | 1961. | 1971. | 1981. | 1991. | 2002. |
| ----------------- | ----- | ----- | ----- | ----- | ----- | ----- | ----- |
| Број домаћинстава | 60    | 72    | 79    | 83    | 84    | 80    | 65    |

| Број чланова      | 1  | 2  | 3 | 4 | 5 | 6 | 7 | 8 | 9 | 10 и више | Просек |
| ----------------- | -- | -- | - | - | - | - | - | - | - | --------- | ------ |
| Број домаћинстава | 20 | 21 | 5 | 8 | 6 | 5 | 0 | 0 | 0 | 0         | 2,60   |

| Пол    | Укупно | Неожењен/Неудата | Ожењен/Удата | Удовац/Удовица | Разведен/Разведена | Непознато |
| ------ | ------ | ---------------- | ------------ | -------------- | ------------------ | --------- |
| Мушки  | 66     | 13               | 47           | 4              | 1                  | 1         |
| Женски | 81     | 8                | 50           | 21             | 2                  | 0         |
| УКУПНО | 147    | 21               | 97           | 25             | 3                  | 1         |

| Пол    | Укупно                    | Пољопривреда, лов и шумарство | Рибарство                            | Вађење руде и камена | Прерађивачка индустрија       |
| ------ | ------------------------- | ----------------------------- | ------------------------------------ | -------------------- | ----------------------------- |
| Мушки  | 31                        | 24                            | 0                                    | 0                    | 1                             |
| Женски | 29                        | 26                            | 0                                    | 0                    | 1                             |
| УКУПНО | 60                        | 50                            | 0                                    | 0                    | 2                             |
| Пол    | Производња и снабдевање   | Грађевинарство                | Трговина                             | Хотели и ресторани   | Саобраћај, складиштење и везе |
| Мушки  | 0                         | 0                             | 0                                    | 0                    | 0                             |
| Женски | 0                         | 0                             | 0                                    | 0                    | 0                             |
| УКУПНО | 0                         | 0                             | 0                                    | 0                    | 0                             |
| Пол    | Финансијско посредовање   | Некретнине                    | Државна управа и одбрана             | Образовање           | Здравствени и социјални рад   |
| Мушки  | 0                         | 0                             | 0                                    | 1                    | 2                             |
| Женски | 0                         | 0                             | 0                                    | 1                    | 1                             |
| УКУПНО | 0                         | 0                             | 0                                    | 2                    | 3                             |
| Пол    | Остале услужне активности | Приватна домаћинства          | Екстериторијалне организације и тела | Непознато            | Непознато                     |
| Мушки  | 0                         | 0                             | 0                                    | 3                    | 3                             |
| Женски | 0                         | 0                             | 0                                    | 0                    | 0                             |
| УКУПНО | 0                         | 0                             | 0                                    | 3                    | 3                             |